# 746
Cette page concerne l'année 746  du calendrier julien. Pour l'année 746 av. J.-C., voir 746 av. J.-C.
L'année 746 est une année commune qui commence un samedi.

## Événements

### Asie
- Début du règne de Kirtivarman II, dernier roi des Châlukya de Vâtâpi en Inde (fin en 757)[1].
- Les Karlouks, après avoir participé à la prise de pouvoir des Ouïgours sont refoulés par ceux-ci vers l’Occident (On Oq), où ils fondent une puissante fédération de tribus[2]. Ils chassent à leur tour une tribu Oghuz, les Petchenègues vers la mer d'Aral[3].

- Le prophète persan zoroastrien Bihafarid soulève le Khorassan (746-749)[4].
- Un mawla iranien, Abu Muslim al-Khurasani, constitue une armée ouverte aux non-arabes pour lutter contre l’oppression omeyyade et obtenir un imân de la famille hâshimite. Il prêche la révolte au Khorassan où l’avait envoyé le prétendant abbasside, dont l’identité reste cachée à la majorité[5].

### Europe
- Le massacre de Cannstatt, exécuté sur ordre de Carloman, met fin à l'indépendance de l'Alémanie. Carloman, qui partageait le pouvoir avec son frère Pépin, abdique en 757 et se retire à Rome puis au mont Cassin[6].
- Le basileus Constantin V lance des raids sur la Syrie, reprend Germanikeia et Sozopetra, s’empare de populations monophysites qu’il installe en Thrace pour contrer la croissance démographique des Slaves[7].
- Expédition navale arabe contre Chypre, détruite par la flotte des Cibyrrhéotes à Kyrenia lors de la bataille de Keramaia [7].
- Une peste générale ravage l’empire byzantin (746-747). Peste en Sicile et en Italie du sud[7].

## Décès en 746
- Selered, roi des Saxons de l'Est.